# Johann Adolf Hasse
Johann Adolf Hasse (còn được đọc là Johann Adolph Hasse; rửa tội ngày 25 tháng 3 năm 1699 – 16 tháng 12 năm 1783) là một nhà soạn nhạc, ca sĩ và giáo viên âm nhạc người Đức. Ông là một trong những nhà soạn nhạc opera quan trọng của thế kỷ 18.

## Cuộc đời

### Sự nghiệp đầu đời
Hasse chào đời ở Bergedorf, gần Hamburg. Cha và ông nội của ông đều là những nghệ sĩ đàn organ. Ông được học ở Hamburg từ năm 1714 đến 1717. Một năm sau, ông tham gia nhà hát opera bang Hamburg với vai trò là một ca sĩ giọng nam cao. Năm 1719, ông bắt đầu làm việc tại Brunswick. Hasse đã biểu diễn các vở opera do Georg Schürmann, Francesco Conti và Antonio Caldara viết. Vở opera do riêng ông sáng tác, Antioco, được trình diễn ở Brunswick năm 1721. Đây cũng là vở opera duy nhất trong sự nghiệp sáng tác của ông được viết bằng tiếng Đức.
Hasse có thể đã rời Đức vào năm 1722 để đến Napoli. Tại Napoli, ông cải đạo sang Công giáo. Ông đã học sáng tác nhạc và đối âm với Alessandro Scarlatti. Vở opera đầu tiên của Hasse ở Ý là Il Sesotrate. Tác phẩm được dàn dựng vào ngày 13 tháng 5 năm 1726 và gặt hái được thành công. Tác phẩm đã giúp ông trở thành một nhà soạn nhạc và nhạc sĩ nổi tiếng thời bấy giờ.

### Đến Dresden và Venice
Năm 1730, Hasse đến thăm Venice. Ông kết hôn với Faustina Bordoni, một nữ ca sĩ opera. Vở opera Artaserse của Hasse đã được biểu diễn ở đó và cũng thành công nhất định. Đây là vở opera đầu tiên mà ông sử dụng ca từ của Metastasio.
Hasse trở thành Kapellmeister (giám đốc dàn nhạc) của triều đình Dresden vào khoảng năm 1730. Ông chính thức đến Dresden vào năm 1731. Người bảo trợ của ông là Vua August II của Ba Lan. Trong khoảng thời gian này, Hasse tiếp tục viết các vở opera và âm nhạc nhà thờ. Ở chính nơi này, ông đã viết vở opera Cleofide sử dụng ca từ của Metastasio. Johann Sebastian Bach và con trai Wilhelm Friedemann Bach có thể đã xem buổi công diễn đầu tiên của tác phẩm. Vào ngày hôm sau, Bach biểu diễn trên đàn organ. Hasse có thể đã xem Bach trình tấu. Carl Philipp Emanuel Bach nói rằng cha ông và Hasse là bạn tốt của nhau.
Vì tính chất công việc của mình, Hasse không thể ở lại Dresden lâu dài. Từ 1733 đến 1734, ông chuyển đến Ý và viết nhạc cho Ospedale degli Incurabili, một cô nhi viện ở Venice. Ông cũng đã đến Viên để dạy Maria Theresia hát. Hasse trở lại Dresden vào tháng 12 năm 1733 và sáng tác những vở opera mới cùng tác phẩm âm nhạc nhà thờ. Năm 1734, vua Ba Lan đến Warsaw. Hasse quay trở lại Ý và ở đó cho đến năm 1737.
Hasse quay trở lại Dresden vào năm 1740. Ông đã viết vở opera Antigono và Ipermestra. Ca từ cho những vở opera này được viết bởi Metastasio. Hasse và Metastasio cũng đồng thời trở thành bạn tốt của nhau và cùng nhau viết nhiều vở opera khác.

### Những năm cuối đời
Hasse chuyển đến Venice vào năm 1773. Ông dạy hát và viết nhạc cho Incurabili và qua đời năm Sau khi qua đời, âm nhạc của Hasse đã bị mọi người lãng quên.